# Derya Yılmaz
Derya Yılmaz (ur. 24 kwietnia 1988) – turecka zapaśniczka walcząca w stylu wolnym. Wicemistrzyni śródziemnomorska w 2010 roku.